# Andrzej Pilarczyk
Andrzej Pilarczyk (ur. 1948 w Jaszczurowej) – polski ichtiolog, inżynier produkcji żywności.

## Życiorys
W 1972 roku ukończył studia na Wydziale Rybactwa Morskiego Akademii Rolniczej w Szczecinie. Pozostał na uczelni i w 1982 r. obronił pracę doktorską, a w 1998 uzyskał habilitację za pracę „Wpływ czynników genetycznych i pokarmowych na odpowiedź immunologiczną karpi“.
W latach 1992–1999 był zastępcą kierownika Zakładu ds. Naukowych w placówce Polskiej Akademii Nauk w Gołyszu. Od 1999 dyrektor, ze stopniem docenta. Pracował także jako wykładowca akademicki na stanowisku profesora nadzwyczajnego w Katedrze Inżynierii produkcji na Akademii Techniczno-Humanistycznej w Bielsku-Białej.
Dorobek naukowy obejmuje ponad 100 pozycji. Jego specjalizacją są mechanizmy immunologiczne ryb.
Odznaczony Brązowym Krzyżem Zasługi.